# ミッドナイトジャーナル (日テレNEWS24)
ミッドナイトジャーナル（みっどないとじゃーなる）はニュース専門チャンネル日テレNEWS24（CS放送）制作によるニュース番組である。2008年3月に終了。後番組は『さきがけ ニュース&スポーツ』。

## 放送時間
- 日曜日、月曜日　1時00分 - 4時00分
- 火曜日 - 金曜日　1時00分 - 2時30分、3時30分 - 4時00分
- 土曜日　1時00分 - 2時30分、3時30分 - 5時00分

## 出演者
- 月曜日 - 木曜日　中島静佳
- 金曜日 - 日曜日　武岡智子

※速報時はOha!4 NEWS LIVEのキャスターや土日の早朝であれば、通常朝・日中の時間を担当しているキャスターが出演する。過去に『Oha!4』放送直前で人手不足の時、報道局記者が出演したこともあった。

## 番組構成
- 30分単位で構成されて、ヘッドラインニュース→ニュース→スポーツニュース→天気予報→きょうの動き（字幕表示）→CM（主に日テレNEWS24の視聴方法や『Oha!4 NEWS LIVE』の宣伝）で構成されていて最初の30分は生放送で残りの時間は再放送となる。但し、重大ニュースが入ったら生放送で速報を伝えるが、月曜日 - 金曜日はこの後4時00分から始まる『Oha!4 NEWS LIVE』の出演者が出ることも稀にある。
- 土曜日は前日の『Oha!4 NEWS LIVE』のコーナー「イチオシネマ」が放送される。
- 日曜日と月曜日は地方の特集や話題が放送されることが多い。

## 備考
- この番組は未明・早朝帯に放送されていたので、日テレNEWS24だけではなく日本テレビ系列の多くの地上波放送局およびBS日テレでもフィラーとして未明・早朝帯に放送されていた。但し、放送局によって放送設備のメンテナンス等で放送を行わない日もあった。また、地上波系列局では番組終了後からの放送なので、番組の途中から放送されることが多かった。
- 火曜日 - 金曜日までの放送はL字型画面での放送であった（祝日と年末年始は表示なし、またBS日テレでは表示されなかった）。